# 크로논
크로논(Chronon)은 물리학에서 사용하는 시간의 단위이다.
크로논 θ0의 값은 다음과 같이 계산한다:
{\displaystyle \theta _{0}={\frac {1}{6\pi \epsilon _{0}}}{\frac {e^{2}}{m_{0}c^{3}}}\ }

## 같이 보기
- 기본 입자
- 그라바스타
- 타키온
- 입자 목록
- 입자물리학
- 이론물리학